# Дидло, Шарль Луи
Шарль-Луи́ Фредери́к Дидло́ (фр. Charles-Louis Frédéric Didelot; 1767—1837) — артист балета и балетмейстер, с 1801 года проживавший и работавший в России.

## Биография
Шарль Луи Дидло родился в Стокгольме в семье французских танцовщиков, работавших в шведском Королевском оперном театре. Отец был балетмейстером и преподавателем танцев в детском классе, он и стал первым учителем своего сына. Затем ему начал давать уроки Луи Фроссар; он сразу разглядел талантливого мальчика и выпустил его с исполнением небольшой роли на сцену Оперного театра. Первый же дебют оказался удачным, а вскоре маленького танцора приметил король Густав III и направил на дальнейшую учёбу, чем сыграл огромную роль в его балетной биографии. С 1776 года Дидло учился в Париже у Ж. Доберваля, у Ж. Лани, затем в школе «Мастерская Оперы» у Деэ (Ж. Деге) и работал в нескольких парижских театрах. Вл. Греков рассказывает о его детском периоде: 

«Фроссар в одном балете выпустил его на сцену в роли амура; Дидло настолько блестяще справился с этою ролью, что Фроссар после этого все маленькие роли в балетах поручал лишь Дидло. Король Густав III, весьма интересовавшийся театром, обратил внимание на необыкновенное дарование Дидло и отправил его для усовершенствования в Париж, где он поступил в школу, которая тогда называлась „Магазином Большой Оперы“, а впоследствии была переименована в Консерваторию. В период пребывания в этой школе Дидло неоднократно выступал в балетах Большой Оперы в детских ролях. После недолговременного пребывания в театре Удино, куда он был ангажирован по 600 франков в год (в возрасте 12-ти лет), он снова вернулся в „Магазин Большой Оперы“, где пользовался бесплатными уроками лучших преподавателей танцев и музыки и имел возможность видеть знаменитейших артистов французской сцены. Около этого времени в Париж приехал король Густав III; когда на устроенном в его честь празднике ему представили молодого Дидло, он выразил желание, чтобы Дидло возвратился в Швецию».
В 1786 году Дидло вернулся в Стокгольм, где был назначен ведущим демихарактерным танцовщиком и поставил несколько дивертисментов самостоятельно, чем вторично покорил королевское сердце, и Густав вновь отправляет его совершенствоваться в Париж. И уже в следующем 1787 году Дидло покинул Швецию и прибыл в Париж на занятия под руководством знаменитого О. Вестриса. На молодого артиста обратили внимание известные балетные мастера (Ж. Ж. Новер, Ж. Доберваль, М.-М. Гимар) и стали помогать в продвижении — в Париже Гимар сама вышла с ним в паре во всех трёх его дебютах, — он получил возможность выступать вместе со своей женой балериной Роз Дидло на театральных подмостках Бордо, Парижа, Лондона, Лиона. Большое содействие юному артисту оказал Ж.-Ж. Новер, в труппе которого он работал в Лондоне. И уже в конце театрального сезона 1787 года (?) он поставил танцы для оперы композитора Гретри по либретто Мармонтеля «Земира и Азор», показанного при закрытии сезона в Лондонском Королевском театре; исполнителями были он сам со своей женой Роз Дидло — в дальнейших работах Дидло будет развивать эту тему Красавицы и Чудовища. Там же, в Лондоне, Дидло поставил свой первый балетный спектакль «Ричард Львиное Сердце» на музыку A. Гретри, 1788). В 1791 году он был принят в труппу Парижской Оперы. Однако после разгрома якобинцев Дидло пришлось уехать в Лион, а затем в Лондон. В течение нескольких лет им были поставлены ещё балеты, в том числе «Метафорфоза» («Lа métamorphose»; Лион, на сборную музыку, 1795, — основа и предтеча балета «Зефир и Флора» (музыка К. А. Кавоса), который он будет повторять и совершенствовать потом на музыку разных композиторов под разными названиями: «Зефир и Флора», «Флора и Зефир», «Ветреник Зефир, наказанный и удержанный, или Свадьба Флоры»; в Лионе полностью поставить этот спектакль ему так и не удалось из-за небольших размеров сцены и несовершенства техники и он перенёс постановку в Лондон в 1796 году); «Счастливое кораблекрушение, или Шотландские ведьмы» (музыка Ч. Босси, 1796); «Ацис и Галатея» (музыка Ч. Босси, 1797). В мае 1801 на сцене Лондонского Королевского театра он поставил балет на музыку Ч. Босси «Кен-зи и Тао» по известному мотиву о Красавице и Чудовище, где сам исполнил небольшую пантомимную роль Хана.
Летом 1801 года директор Императорских театров Петербурга Н. Б. Юсупов пригласил Шарля Дидло возглавить Петербургскую балетную труппу Российских императорских театров, в сентябре того же года Дидло с семьёй прибыл в Петербург. А в апреле 1802 года новый балетмейстер дебютировал на сцене Большого Каменного театра балетом «Аполлон и Дафна», затем последовал целый каскад балетных спектаклей: «Фавн и Гамадриада», «Зефир и Флора» (с изменённой и исправленной программой), «Роланд и Моргана», «Амур и Психея», «Лаура и Генрих». Помимо этого по желанию вдовствующей императрицы Марии Феодоровны Дидло неоднократно устраивал праздники в Павловске и Смольном монастыре.
В России Дидло получил большие полномочия. Труппа петербургского балета находилась под его творческим руководством. Он произвёл целый переворот в современной ему хореографии и в новой должности первым делом взялся за реформы: упразднил тяжёлую «униформу» танцовщиков — обязательные до того времени парики, шиньоны, кафтаны, башмаки с пряжками и прочее и ввёл обтягивающие трико и газовые туники. Облегчённые в весе танцоры могли совершенствовать собственную технику, чему Дидло уделял огромное внимание. Особо характерны для постановок стали полёты. В дальнейшем его «систему полётов» разработали и развили театральные машинисты. Теоретик балета и балетный критик Ю. А. Бахрушин отмечал: «В отличие от прежних, наивных по своей технике единичных полетов, балетмейстер ввёл групповые танцевальные полёты». Дидло в значительной мере усовершенствовал кордебалет, раздвинув рамки возможностей танцоров кордебалета.
С 1804 года руководил Петербургской театральной школой. В 1811 году, перед войной с Наполеоном I Дидло был уволен из театра и покинул Россию, причём при переезде из Петербурга в Любек судно, на котором находился хореограф, потерпело крушение; он едва спасся и потерял программы всех своих балетов и музыки к ним. Тем не менее, прибыв в Лондон, Дидло успешно продолжил работу там, далеко от войны, так как Наполеон I отправился на завоевания вглубь Европы. В Лондоне Дидло с громким успехом поставил балеты: «Деревянная нога», «Зефир и Флора» (с новой музыкой) и «Алина, королева Голкондская». Однако когда война уже осталась в прошлом, Дидло вновь получил приглашение возвратиться в Петербург на ту же самую должность. По дороге в Петербург он оказался в Париже, где в 1815 году на сцене Большой Оперы повторил свой балет «Зефир и Флора», но уже на музыку Ф.-М.-А. Венюа и посмотревший постановку Людовик XVIII лично выразил своё восхищение хореографу.
В 1816 году Дидло наконец вновь добрался до Петербурга, где в 1818 году поставил новый балетный спектакль «Ациз и Галатея» за которым последовали следующие. В 1819 году Большой Каменный театр показал его балет «Хензи и Тао, или Красавица и Чудовище» на музыку Ф. Антонолини; этот сюжет Дидло когда-то в 1801 году в Лондоне уже использовал, однако новая постановка была настолько переделана и видоизменена, что ничего общего с давней лондонской работой, кроме названия и сюжетной линии, не имела. Главным мотивом стал нравственный аспект: принц Тао превращением в монстра был наказан за свои злодеяния, а любовь красавицы Хензи воскрешала его к добродетели. Музыкальный критик А. А. Гозенпуд писал об этой работе: «„Хензи и Тао“ — это сценическая иллюстрация положения просветителей о том, что человек от рождения добр, хотя и может стать злым, если искажена его нравственная природа; что подлинная красота является выражением внутренней гармонии, единством духовных и физических свойств человека». Кроме больших балетных представлений Дидло сочинил и поставил массу различных дивертисментов, танцев для опер и маленьких балетов.
Последним произведением, созданным Дидло, был небольшой балет «Разрушенный Кумир» (дан в бенефис А. И. Истоминой). У него уже были готовы новые идеи по программам «Эней и Лавиния», «Взбалмошная голова и доброе сердце», «Проклятие отца» и тому подобные, но случился непредвиденный конфликт между ним и Дирекцией Императорских театров, приведший к увольнению выдающегося хореографа.

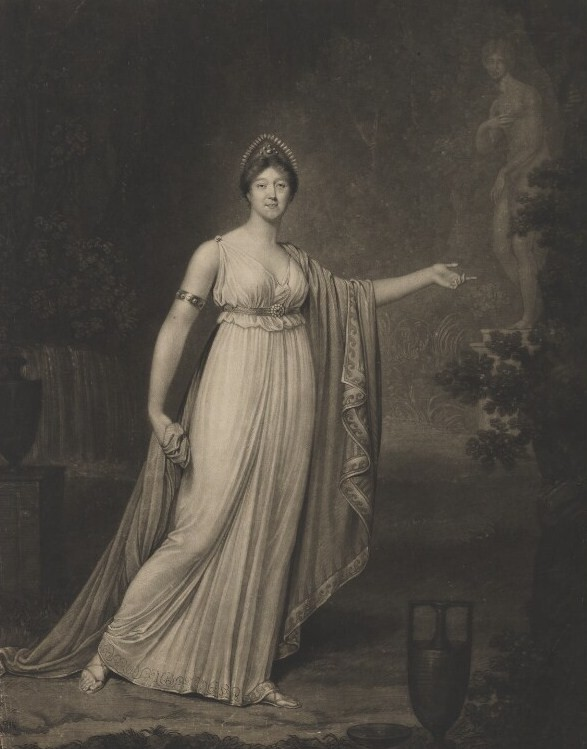
Роза Мари Дидло в роли Калипсо в балете «Телемах», 1790-е

В 1832 году к открытию Александринского театра был приурочен балет К. А. Кавоса в постановке Шарля Дидло «Сююмбика, или Покорение Казанского ханства», но из-за ссоры между Дидло и директором Императорских театров князем С. С. Гагариным балет был заменён на другой. Большая биографическая энциклопедия называет это личным недоразумением, произошедшим в 1836 году (год назван, скорее всего, ошибочно; ссора произошла раньше); Ю. Бахрушин рассказывает свою версию и называет другую дату — 1831 год: престарелый балетмейстер, поднявший русский балет на небывалый доселе европейский уровень, направил в дирекцию записку, где речь шла о необходимости улучшить правовое и материальное положение русских артистов балета. Последекабристская государственная реакция расценила такую записку как крамолу и подстрекательство к бунту. В результате Дидло был посажен под арест и вынужден подать прошение об отставке. А. А. Плещеев в своих хрониках «Наш балет 1673—1896» пишет об этом так: «Мотивом недоразумения князя Гагарина — которого П.Каратыгин называет гордым и недоступным для подчинённых — с Дидло было следующее обстоятельств: однажды затянули долго антракт; князь приказал начать действие скорее и поторопить танцовщиц одеваться. Дидло равнодушно отнесся к строгому замечанию, вследствие чего князь велел посадить его под арест. Дидло повиновался, но подал на другой день в отставку, которая была принята. Он, вероятно, забыл свою любимую поговорку: „Не нужно спорить с начальством, которого нельзя убедить“. Арестованного держали, по словам Зотова, в конторе. Сцена навсегда потеряла Дидло — этого замечательного деятеля в области хореографии, человека редкого вдохновения и творчества» Выдающийся мэтр России, отдавший развитию её балета всю свою жизнь, все свои силы и весь свой талант, в старости стал не нужен.
Вместе с ним из Петербургской балетной труппы ушёл классицистский стиль, уступив место начинающемуся романтизму. После своей отставки Дидло продолжал жить в Петербурге. Его усадьба находилась на самом берегу, в том месте, которое сейчас обозначено как Карповка, 21. Желая поправить в тёплом климате своё здоровье, расстроенное неприятностями, собственной никчёмностью и бездействием, балетмейстер отправился в Крым. Не добравшись до Крыма, после шестидневной болезни Шарль Дидло скончался в Киеве 7 (19) ноября 1837 года.

## Семья

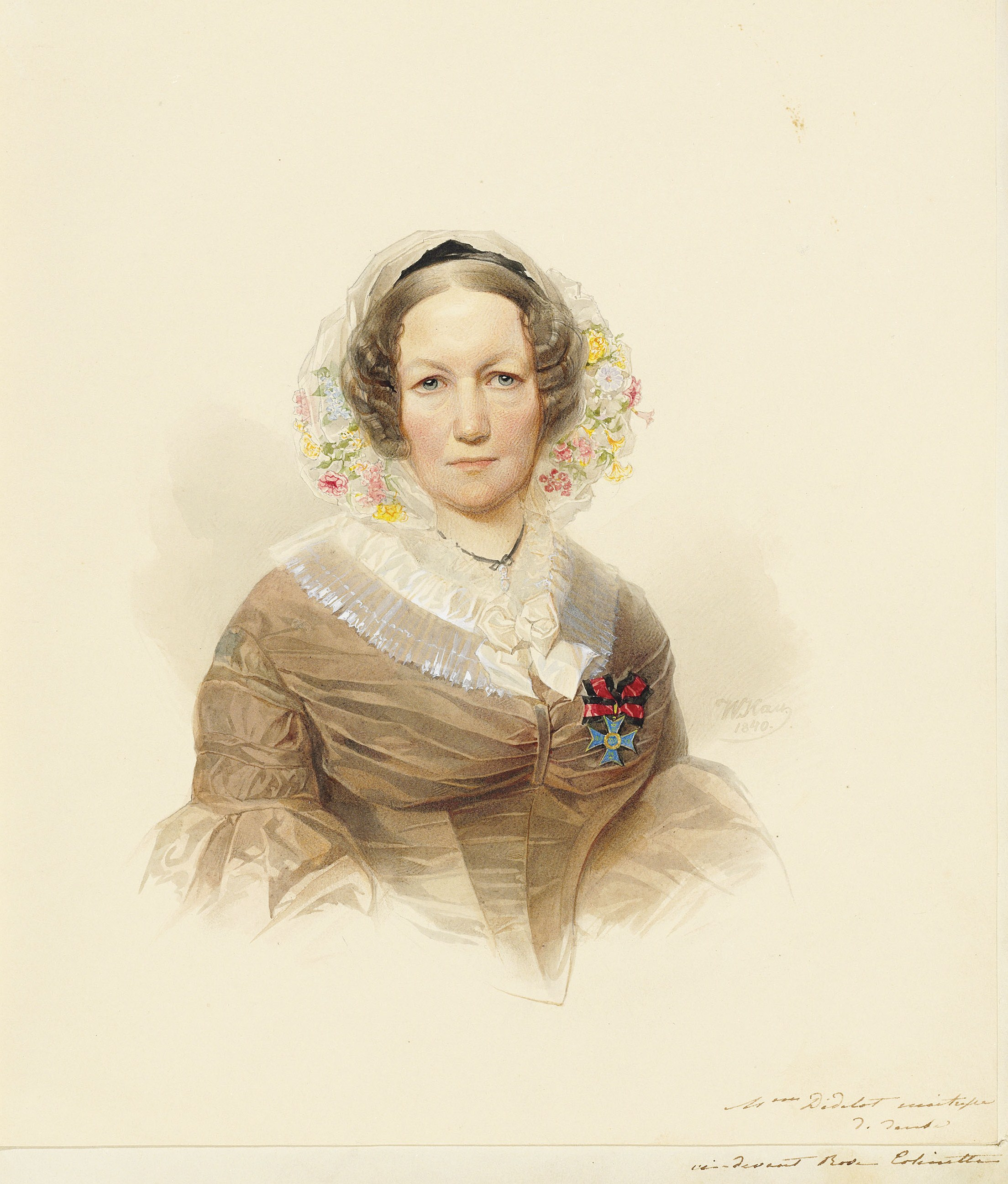
Роза Дидло с Мариинским знаком отличия на акварели В. Гау (1840)

Первая жена — Роза Мари Поль (ум. 1803), талантливая французская балерина, воспитанница и ученица Вестриса. Дебютировала на сцене в 1786 году, была лучшей танцовщицей в благородном жанре. С 1793 года вместе с Дидло выступала в театре Монтансье. Соединяла в себе очень некрасивое лицо с чрезвычайно элегантной фигурой и грациозными движениями. В 1796 году пользовалась большим успехом в Лондоне и была лидером в новой манере одеваться на сцене. В сентябре 1801 года мадам Роз вместе с мужем и сыном прибыла в Петербург. Выступала на сцене в императорской труппе, но вскоре умерла. Их сын Шарль (иначе Карл Карлович Дидло, 2.5.1801—20.2.1855), артист балета, впоследствии переводчик, губернский секретарь и учитель танцев в Артиллерийском училище.
Вторая жена — Мария Роза Колинет (20.05.1784—04.12.1843), француженка, балерина, в мае 1799 года была принята на службу в императорскую труппу. По словам А. Глушковского, «она была собой недурна, имела отличный талант и потому была обожаема санкт-петербургской публикой». В 1818 году по расстроенному здоровью была освобождена князем Тюфякиным от службы. Покинув сцену, занялась преподаванием танцев, слыла в великосветском Петербурге одним из лучших и дорогостоящих преподавателей. Обучала великих княжон, и была учительницей танцев в первых аристократических домах. С 6 октября 1805 года учительница танцев в Смольном институте с окладом 1500 руб. В марте 1811 года была уволена от службы. Вновь поступила в Смольный в сентябре 1816 года уже с окладом 2000 руб. За долговременную усердную службу была награждена Мариинским знаком отличия первой степени (14.10.1828) и второй степени (14.10.1841). После кончины похоронена на Волковом лютеранском кладбище в Петербурге.

## Значение творчества
В русском балете Дидло провёл ряд реформ. Это коснулось как костюмов, так и сценической техники. Он стал использовать лёгкие и невесомые костюмы взамен тяжёлых корсетных платьев. Вместо обычной танцевальной обуви начал вводить пуанты. Кроме того, в его спектаклях танцоры стали использовать трико телесного цвета. Сами постановки приобрели черты современного классического танца с чёткостью линий и большей амплитудой. Это привело к необходимости изменить систему обучения. Во время занятий Дидло использовал «метод трости»: приходил с длинной палкой, которой ударял нерадивых учеников за что в классах и театре прозвали его «крепостником». Пётр Каратыгин вспоминал, как «часто Дидло за кулисами гонялся за танцовщицей, которая из предосторожности убегала со сцены в противоположную сторону и пряталась от него. Взбешенного Дидло отливали водой». За его учеников в петербургском театральном училище не раз приходилось заступаться инспектору училища С. Е. Рахманову.
Работая с каждым артистом, он заставлял показывать в танце характеры персонажей, совершенно по-разному используя приёмы мимики, позы и положения корпуса и рук. Избегая внешних эффектов, он требовал соответствия характеру роли, по-своему разрабатывая каждый образ, и при этом сохранял художественную эстетику времени. Особое внимание Дидло уделял полётам. Кроме того, он расширил деятельность кордебалета.
Значение реформ Дидло в российской балетной педагогике подтверждает сборник «История художественного образования в России. Выпуск I—II» (СПб: Композитор, 2007): 

«Стараниями Дидло сложилась новая система обучения, заложены основы русской балетной педагогической традиции. Урок классического танца приобрел современную структуру. Стал проводиться принцип „от простого к сложному“, процессу обучения была придана последовательность, ученики разделены на отделения (впоследствии разряды и классы в зависимости от способностей, возраста и успехов в обучении), каждому из которых предписывались определённые задачи. Кроме уроков танца и подготовки к участию в спектаклях, были введены уроки актерского мастерства, больше внимания стали уделять музыкальной подготовке. Дидло впервые допустил женщин к обучению воспитанниц, увеличилось число русских педагогов. <…> Именно при Дидло были приняты первые законодательные акты — „Образование Театральной школы“ (1809) и „Устав Санкт-Петербургского Императорского театрального училища“ (1829). Первый документ впервые включал в себя перечень учебных дисциплин, определял обязанности воспитанников, педагогов и служащих, впервые устанавливались правила приема (возраст, условия приемных испытаний), сроки обучения, критерии для перевода из одного отделения в другое. Документом 1829 г. Театральной школе было дано название, просуществовавшее вплоть до революции 1917 г., и статус Императорского, ужесточались правила приема и критерии оценок, введено понятие разрядов (вместо отделений), уточнен перечень учебных дисциплин».
До приезда Дидло репертуар русского балета состоял, главным образом, из иностранных спектаклей, а балетную труппу Дирекция театров всегда старалась поддерживать дорогими иностранными танцовщиками и танцовщицами. Дидло же принёс на русскую сцену свои собственные оригинальные постановки. Его работы не ограничивались только античными сюжетами; он начал ставить балеты по мотивам произведений А. С. Пушкина, а также иные балеты исторического, героического и сказочного содержания. Дидло воспитал плеяду русских танцовщиков. Среди его учеников: М. И. Данилова, А. И. Истомина, И. А. Шемаев, А. А. Лихутина, Я.Люстих, Е. А. Телешева, А. П. Глушковский, Н. О. Гольц, В. А. Зубова, танцор и балетмейстер П. И. Дидье, драматический актёр И. И. Сосницкий, П. А. Каратыгин, будущая певица А. Я. Воробьёва, которая поначалу окончила балетное отделение; какое-то время у него же учились Н. О. Дюр (пока не перевёлся на драматическое отделение) и А. Е. Мартнынов. Дидло являлся представителем классического балета, и вся его работа в Петербурге касалась развития именно классицистского эстетического направления, тем не менее его постановки открыли путь новым веяниям — к романтизму.
А. С. Пушкин в своём творчестве нередко упоминал Дидло, в том числе в романе «Евгений Онегин», и писал о Дидло: «Балеты г(осподина) Дидло исполнены живости воображения и прелести необыкновенной. Один из наших романтических писателей находил в них гораздо более поэзии, нежели во всей французской литературе». Творческие пути Дидло и Пушкина сходились: Дидло перенёс на сцену пушкинского «Кавказского пленника» в 1823 году (по этому поводу Пушкин написал: «Дидло плясать его заставил»); в том же 1823 году Пушкин, находясь в ссылке в Кишинёве, просил брата Льва: «Пиши мне о Дидло, о Черкешенке Истоминой, за которой я когда-то волочился, подобно кавказскому пленнику», а через два года Дидло поставил танцы к постановке А. А. Шаховского по поэтической сказке «Руслан и Людмила». К моменту этой постановки Пушкин пребывал в имении своей матери Михайловском под запретом показываться в обеих столицах, потому на афише, без указания его имени, значилось, что «сюжет взят из известной национальной русской сказки: Руслан и Людмила с некоторыми прибавлениями» (не путать с балетом «Руслан и Людмила, или Низвержение Черномора, злого волшебника» композитора Ф. Е. Шольца, поставленным в Москве учеником Ш. Дидло А. П. Глушковским, затем перенесённым на Петербургскую сцену).
За время своей деятельности в России Дидло поставил более 40 балетов. В середине XIX века петербургский балетный театр под его руководством ставили в один ряд с балетной труппой Парижа.
Некоторые наброски к балетам, нарисованные Дидло, сохранились до сих пор.

## Произведения
Всего им поставлено более 40 балетов, не считая танцевальных композиций и фрагментов к другим спектаклям:
- 1786 — Па-де-де (Стокгольм)
- 1787 (?) — танцы к опере композитора Э. Гретри по литбретто Мармонтеля «Земира и Азор» (Лондонский Королевский театр, закрытие сезона)
- 1788 — «Ричард Львиное Сердце» (Лондон)
- 1789 — L’Embarquement pour Cythère (Лондон)
- «Любовь маленькой Пегги» (Лондон)
- 1795 — «Метаморфоза» (Lа métamorphose, посвящённый д’Обервалю; Лион; на следующий 1796 год постановка перенесена в Лондон)
- 1796 — «Отомщенная любовь» (Лондон)
- 1796 — «Счастливое кораблекрушение, или Шотландские ведьмы» (музыка Ч.Босси)
- 7 июня 1796 — «Зефир и Флора» на музыку Ч.Босси по собственному либретто, Лондонский Театр Её Величества (Зефир — Карл Дидло, Флора — Роза Дидло)[33]
- 1797 — «Ацис и Галатея» Ч.Босси (Лондон)
- «Сафо и Фаон» (Лондон)
- 1801, май «Хензи и Тао» Ч.Босси (Лондон, Королевский театр[9])
- 1802 — «Аполлон и Дафна» (автор музыки неизвестен, Петербург)
- 1803 — «Роланд и Моргана» (музыка Кавоса и Антонолини)
- «Фавн и Гамадриада»
- 1804 — «Зефир и Флора» (музыка К. А. Кавоса, перенос лондонской постановки, но с некоторыми изменениями; Эрмитажный театр, Санкт-Петербург)
- «Роланд и Моргана»
- «Лаура и Генрих»
- 1807 — «Медея и Ясон»
- 1807 — балет в опере Ф. А. Буальдьё «Телемак на острове Калипсо».
- 27 мая 1808 года — «Дон Кихот» (композитор А. Венюа)
- 1808 — «Зефир и Флора», Эрмитажный театр, Санкт-Петербург, композитор К. Кавос; Зефир — Дюпор, Флора — Данилова (Ю. Бахрушин назвал спектакль первым появлением балерины на пуантах[34], чего другие источники не подтверждают)
- 1809 — «Амур и Психея» Кавоса
- 7 апреля 1812 — «Зефир и Флора» (музыка Венюа), Ковент-Гарден, Лондон
- 1812 — «Королева Голконды» (Лондон)
- 1813 — «Летний вечер» (Лондон)
- 1813 — «Венгерская хижина, или знаменитые изгнанники» А. Венюа, Лондон[35]
- 1814 — «Алжирский базар» (Лондон)
- 1815 — «Зефир и Флора» Лондон (с новой музыкой А. Венюа)
- 1815 — «Зефир и Флора» (музыка Венюа), Гранд-Опера, Париж (при содействии бывшего в то время в Париже великого князя Константина Павловича; одно из представлений посетили находившиеся тогда в Париже союзные монархи и Людовик XVIII лично выразил своё удивление и восхищение великому хореографу[3]; упоминание о первом вставании балерины (французская балерина Женевьева Госселен) на пуанты)
- 1816 — «Ацис и Галатея» (музыка Кавоса), Петербург
- 1816 — «Неожиданное возвращение, или Вечер в саду»,
- 1817 — «Тезей и Арианна, или Поражение Минотавра» (музыка Ф.Антонолини)
- 1817 — «Венгерская хижина, или Знаменитые изгнанники» Ф.-А.-М.Венюа (спектакль выдержал около 100 представлений[3])
- 1817 — «Неожиданное возвращение, или Вечер в саду»
- 1817 — «Аполлон и музы» (Санкт-Петербург)
- 1817 — «Молодая Молочница, или Нисетта и Лука» Антонолини
- 1818 — «Зефир и Флора» (музыка К. А. Кавоса), Петербург
- 1818 — «Ациз и Галатея»
- 1818 — «Молодая островитянка, или Леон и Тамаида» (балет сочинён и поставлен за три дня для бенефиса первого танцовщика Петербургской труппы Антонина)
- 1818 — «Калиф Багдадский, или Приключение молодости Гарун-аль-Рашида» Антонолини
- 2 декабря 1818 — «Приключение на охоте», балет в 3-х действиях на музыку К. Кавоса, декорации Тозелли и Кондратьева (начало 2-го акта изображает фламандскую сцену с находящейся в Эрмитаже картины Д. Теньера[3])
- 5 марта 1819 — «Рауль де Креки, или Возвращение из крестовых походов» на музыку К. Кавоса и его ученика Сушкова, дополнен также музыкой Т. В. Жучковского[36] (премьера в бенефис Огюста, с Огюстом и Колосовой в главных ролях; балет выдержал 110 представлений, давая полные сборы[3])
- 3 ноября 1819 — «Лаура и Генрих, или Трубадур», волшебно-героический балет в 3-х действиях на музыку К. Кавоса, декорации Кондратьева, новая декорация к последнему действию — А. Тозелли.
- 1819 — «Хензи и Тао, или Красавица и Чудовище», большой китайский балет в 4-х действиях на музыку К. Кавоса и Ф. Антонолини, декорации Каноппи, Тозелли и Кондратьева.
- 1820 — «Карл и Лизбета, или Беглец против воли» композитора П. Ф. Турика (по другим утверждениям: Хорна[37]), Петербург
- 1820 — «Евтимий и Евхариса, или Побеждённая тень Либаса» Жома,
- 1820 — «Кора и Алонзо, или Дева солнца» на музыку Ф. Антонолини
- 1821 — «Альцеста, или Сошествие Геркулеса в ад» на музыку Ф. Антонолини
- 1821 — «Возвращение из Индии» (Санкт-Петербург)
- 1821 — «Роланд и Моргана» на музыку К. Кавоса и Ф. Антонолини
- 1821- «Альцеста, или Сошествие Геркулеса в ад» на музыку Ф. Антонолини
- 1823 — «Кавказский пленник, или Тень невесты» на музыку К. Кавоса, по мотивам одноимённой поэмы А. С. Пушкина
- 1824 — «Золушка» (Cendrillon), по балету Л. Дюпора (Санкт-Петербург)
- 1825 — танцы в постановке А. А. Шаховского к спектаклю «Руслан и Людмила» по Пушкину
- 1825 — «Федра и Ипполит» на музыку К. Кавоса и П. Ф. Турика
- 1827 — «Деревенский праздник»
- «Разрушенный Кумир»

## Память
Именем Дидло назван обеденный зал Балетной школы Парижской оперы.